# Coenosia gracilis
Coenosia gracilis este o specie de muște din genul Coenosia, familia Muscidae, descrisă de Stein în anul 1916. Conform Catalogue of Life specia Coenosia gracilis nu are subspecii cunoscute.